# Potrero, Santiago Atitlán
Potrero är en ort i Mexiko.   Den ligger i kommunen Santiago Atitlán och delstaten Oaxaca, i den sydöstra delen av landet, 400 km sydost om huvudstaden Mexico City. Potrero ligger 1 480 meter över havet och antalet invånare är 322.
Terrängen runt Potrero är huvudsakligen bergig, men den allra närmaste omgivningen är kuperad. Runt Potrero är det glesbefolkat, med 20 invånare per kvadratkilometer. Närmaste större samhälle är La Candelaria, 12,6 km norr om Potrero. I omgivningarna runt Potrero växer i huvudsak städsegrön lövskog.